# Shadow Fight
Shadow Fight est le premier jeu de la série Shadow Fight sorti le 12 février 2011. Shadow Fight est développé par Nekki et est un jeu de combat sur Facebook.
Le jeu n'est plus jouable depuis le 27 octobre 2017.

## Gameplay
Le but du jeu est d'affronter d'autres joueurs dans des combats en ligne, en utilisant des sorts magiques, des armes à longue portée et des outils de combat à mains nues, les personnages peuvent aussi se battre sans armes. Shadow Fight était disponible sur Facebook en anglais, russe, allemand, français, italien, portugais et turc.

## Accueil
- Gamezebo : 4,5/5[2]